# 福阿德·西尼乌拉
福阿德·西尼乌拉（阿拉伯语：‎；1943年4月14日—），黎巴嫩第46任总理。
西尼乌拉出生于西顿的一个逊尼派穆斯林家庭，与前总理拉菲克·哈里里有着长达45年的友谊。他毕业于贝鲁特美国大学商学院，在黎巴嫩内战结束之后，他长时间出任财政部长（1992年至1998年；2000年至2004年），为稳定黎巴嫩经济做出了不少努力。
他是雪杉革命的主要领导者之一。2005年6月30日，应黎巴嫩总统埃米尔·拉胡德要求，西尼乌拉出任总理并组阁。这是叙利亚自黎巴嫩撤军之后的首个内阁，也是首次包括了真主党成员的内阁。